# Astro-H
Рентгенівський космічний телескоп Astro-H (попередня назва Next) — міжнародна орбітальна обсерваторія, спільний проєкт Японського агентства аерокосмічних досліджень (JAXA), Канадського космічного агентства (CSA), Європейського космічного агентства (ЄКА), НАСА і фахівців Єльського університету. Апарат було успішно виведено на орбіту 17 лютого 2016 року. Проте наприкінці березня 2016 його було втрачено через збій у системі стабілізації та помилки в програмному забезпеченні.

## Опис
Телескоп «Astro-H» масою 2,4 т був найважчим японським апаратом з усіх, що запускали раніше. Після розгортання всіх систем супутник повинен був мати 14 м у довжину.
Обсерваторія була призначена для досліджень у м'якому і жорсткому рентгенівському діапазоні та м'якому гамма-діапазоні. Супутник був оснащений 4 потужними приладами, які чутливі до широкого спектра випромінювання (0,3—12 кеВ,5—80 кеВ, 10—600 кеВ). Він мав досліджувати формування чорних дір та спалахи наднових у галактиках та їх скупченнях. Планувалося, що телескоп матиме набагато вищу роздільну здатність, ніж у попередніх телескопів (UHURU, Чандра, XMM-Newton).

## Запуск
Спочатку запуск планувався на 12 лютого 2016 року, проте через погодні умови старт довелося відкласти до 17 лютого. За допомогою ракети-носія H-IIA телескоп виведено на орбіту висотою близько 575 км.

## Хід польоту
26 березня 2016 року зв'язок з Astro-H було втрачено. До 27 березня причина залишалася невідомою. Військові системи США повідомили, що на місці супутника-обсерваторії рухаються 5 фрагментів, які очевидно є частинами супутника[джерело?]. За однією з версій, обсерваторія зіткнулася з космічним сміттям, а не вибухнула, як припускають деякі експерти.
Згодом JAXA повідомило про найбільш імовірну причину втрати телескопу. На думку фахівців, відбувся збій у системі стабілізації та помилки в програмному забезпеченні. В останні секунди перед катастрофою телескоп почав маневр по зміні положення на орбіті. У цей момент система стабілізації некоректно сприйняла, що телескоп почав обертатися навколо своєї осі, та спробувала виправити ситуацію. У результаті, телескоп закрутило і він увійшов у безпечний режим. Після цього Astro-H спробував виправити своє положення, переорієнтувавши себе в бік Сонця за допомогою головних двигунів. Це рішення стало фатальним. Через некоректний алгоритм роботи двигунів телескоп не просто не скоригував положення, а почав обертатися ще сильніше, що призвело до того, що відцентрова сила просто відірвала всі неміцні та виступаючі елементи, у тому числі сонячні батареї. Залишившись без них, Astro-H 28 березня повністю розрядив свої батареї. На це вказує той факт, що того дня швидкість обертання телескопа перестала зростати..
28 квітня JAXA офіційно заявила, що припинила спроби відновити зв'язок із супутником Astro-H
.